# Notazione di Einstein
In algebra lineare la notazione di Einstein o la convenzione di Einstein nelle sommatorie è una convenzione per contrarre i tensori: ogni indice che compare all'interno di un fattore più di una volta viene sommato al variare di tutti i possibili valori che l'indice può assumere.
Nelle applicazioni più comuni l'indice può valere 1,2,3 (per calcoli nello spazio euclideo), o 0,1,2,3 o 1,2,3,4 (per calcoli nello spaziotempo di Minkowski), ma esso può variare in qualsiasi intervallo, compresi insiemi infiniti. La notazione astratta degli indici è uno sviluppo della notazione di Einstein.
La convenzione è stata introdotta dallo stesso Albert Einstein per rendere più concise alcune equazioni di geometria differenziale utili a formulare la relatività generale. La convenzione non ha tuttavia alcun significato fisico; si tratta di un metodo di scrittura utile nel formalismo matematico.

## Definizione
Nell'articolo del 1916 "La fondazione della teoria della relatività generale" (Die Grundlage der allgemeinen Relativitätstheorie), dopo alcuni paragrafi di introduzione, Einstein dedica il punto B della sezione 4 ai "Mezzi matematici per la formulazione di equazioni covarianti in modo generale". A valle della definizione di quadrivettore covariante e controvariante, dedica una nota alla "Osservazione sulla scrittura semplificata delle espressioni". Dunque, fu lui stesso a usare la dizione di "notazione semplificata", da applicare ai tensori precedentemente introdotti. A proposito scrive:
La convenzione è quindi la seguente:
Quando un indice si presenta due volte in un termine di un'espressione occorre sommare rispetto ad esso, salvo il caso che sia esplicitamente indicato il contrario.

## Esempi
Generalmente la convenzione di Einstein è usata in presenza di tensori. Gli esempi qui proposti riguardano tutti tensori.

### Prodotto scalare
Il prodotto scalare di due vettori {\displaystyle \mathbf {x} } e {\displaystyle \mathbf {y} } dello spazio euclideo {\displaystyle \mathbb {R} ^{n}} è definito come
{\displaystyle \langle \mathbf {x} ,\mathbf {y} \rangle =\sum _{i=1}^{n}x_{i}y_{i}.}
Usando la convenzione di Einstein, si può sottintendere il simbolo di sommatoria. L'espressione può essere scritta come
{\displaystyle \langle \mathbf {x} ,\mathbf {y} \rangle =x_{i}y^{i}.}
Infatti il termine {\displaystyle x_{i}y^{i}} contiene due volte l'indice {\displaystyle i}, una volta come covariante e una volta come controvariante, la sommatoria sui valori di {\displaystyle i} può essere sottintesa.

### Prodotto vettoriale
Il prodotto vettoriale di due vettori {\displaystyle \mathbf {u} } e {\displaystyle \mathbf {v} } in {\displaystyle \mathbb {R} ^{3}} è definito come
{\displaystyle (\mathbf {u} \times \mathbf {v} )_{i}=\varepsilon _{ijk}u^{j}v^{k}\,\!}
Nell'espressione è sottintesa una somma sugli indici {\displaystyle j} e {\displaystyle k} poiché entrambi compaiono due volte in posizioni opposte nel termine di destra. Il simbolo {\displaystyle \varepsilon _{ijk}} dipendente da 3 indici è il simbolo di Levi-Civita. L'espressione però non è sommata sull'indice {\displaystyle i}, perché questo compare una volta sola in ogni termine. L'espressione infatti esprime per ogni {\displaystyle i} l'{\displaystyle i}-esima componente del prodotto vettoriale fra {\displaystyle \mathbf {u} } e {\displaystyle \mathbf {v} }.
Indicando con 
{\displaystyle \mathbf {e} _{1},\mathbf {e} _{2},\mathbf {e} _{3}}
la base canonica di {\displaystyle \mathbb {R} ^{3}}, è possibile scrivere il prodotto vettoriale in un'unica equazione del tipo
{\displaystyle \mathbf {u} \times \mathbf {v} =\varepsilon _{ijk}u^{j}v^{k}\mathbf {e} ^{i}}
Qui la somma è effettuata su tutti gli indici {\displaystyle i,j,k}. In altre parole,
{\displaystyle \mathbf {u} \times \mathbf {v} =\sum _{i=1}^{3}\sum _{j=1}^{3}\sum _{k=1}^{3}\varepsilon _{ijk}u_{j}v_{k}\mathbf {e} _{i}.}

## Indici muti e liberi
In un'espressione scritta secondo la convenzione di Einstein, gli indici che vanno sommati si chiamano muti e gli altri sono liberi. Ad esempio, nell'espressione
{\displaystyle v^{i}=T_{k}^{i}w^{k}-U_{h}^{i}z^{h}}
gli indici {\displaystyle k} e {\displaystyle h} sono muti e l'indice {\displaystyle i} è libero. Poiché gli indici {\displaystyle k} e {\displaystyle h} devono essere sommati su alcuni valori predeterminati, hanno un ruolo tutto interno all'espressione che non si "manifesta" all'esterno: in particolare, è possibile cambiare lettera per indicare gli indici muti a piacimento. Ad esempio, i due indici muti possono essere scambiati senza variare il significato dell'espressione:
{\displaystyle v^{i}=T_{h}^{i}w^{h}-U_{k}^{i}z^{k}.}

## Notazione astratta degli indici
La notazione di Einstein presenta l'inconveniente di non specificare se le relazioni tra le grandezze che compaiono nelle equazioni (in particolar modo i tensori) valgano componente per componente o se siano equazioni tensoriali, indipendenti dalla scelta di una base. Per questo motivo Roger Penrose e altri hanno proposto l'introduzione di una differenziazione della notazione da usarsi nella notazione di Einstein:
- Equazioni che contengano indici indicati da lettere latine, del tipo
{\displaystyle T_{b_{1},\dots ,b_{s}}^{a_{1},\dots ,a_{r}}}
sono da considerarsi relazioni tra tensori e non è necessaria la scelta di una base di coordinate
- Equazioni che contengano indici indicati da lettere greche, del tipo 
{\displaystyle T_{\nu _{1},\dots ,\nu _{s}}^{\mu _{1},\dots ,\mu _{r}}}
sono da considerarsi relazioni tra le componenti dei tensori e quindi è necessaria la scelta di una base di coordinate.

La notazione astratta degli indici (abstract index notation) distingue queste due situazioni; pertanto 
{\displaystyle T_{de}^{abc},\ T_{b_{1},\dots ,b_{s}}^{a_{1},\dots ,a_{r}}}
indicano veri e propri tensori di tipo (3, 2) e {\displaystyle (r,s)}, mentre
{\displaystyle T_{\lambda }^{\mu }}
indica un numero, componente del tensore {\displaystyle T} dipendente dai numeri {\displaystyle \mu } e {\displaystyle \lambda }.
Questa notazione si scontra parzialmente con un uso precedente in presenza di uno spaziotempo a 4 dimensioni, tuttavia ancora diffuso, secondo il quale si usano le lettere greche quando si vuole indicare che la sommatoria deve essere svolta su tutti gli indici (spaziali e temporali), si usano le lettere latine quando la sommatoria e ristretta alle sole componenti spaziali Per esempio, 
{\displaystyle x^{\mu }x_{\mu }=\sum _{\mu =0}^{3}=-(x^{0})^{2}+||{\hat {x}}||^{2}}
dove abbiamo usato la metrica 
{\displaystyle g_{\mu \nu }=\operatorname {diag} (-1,+1,+1,+1)}
e {\displaystyle x^{0}=ct}, invece 
{\displaystyle x^{i}x_{i}=\sum _{i=1}^{3}=||{\hat {x}}||^{2}.}
La parte spaziale (vettore 3 dimensionale) del quadrivettore {\displaystyle x} è indicata da {\displaystyle {\hat {x}}} e 
{\displaystyle ||{\hat {x}}||^{2}}
è la norma quadra di {\displaystyle {\hat {x}}}.